# Mondoñedo
Mondoñedo és una localitat i municipi, situat al nord de la província de Lugo, a Galícia. És també la capital de la comarca d'A Mariña Central i va ser durant diversos segles la capital de la desapareguda província de Mondoñedo. Va ser declarada Conjunt Històric-Artístic en 1985.

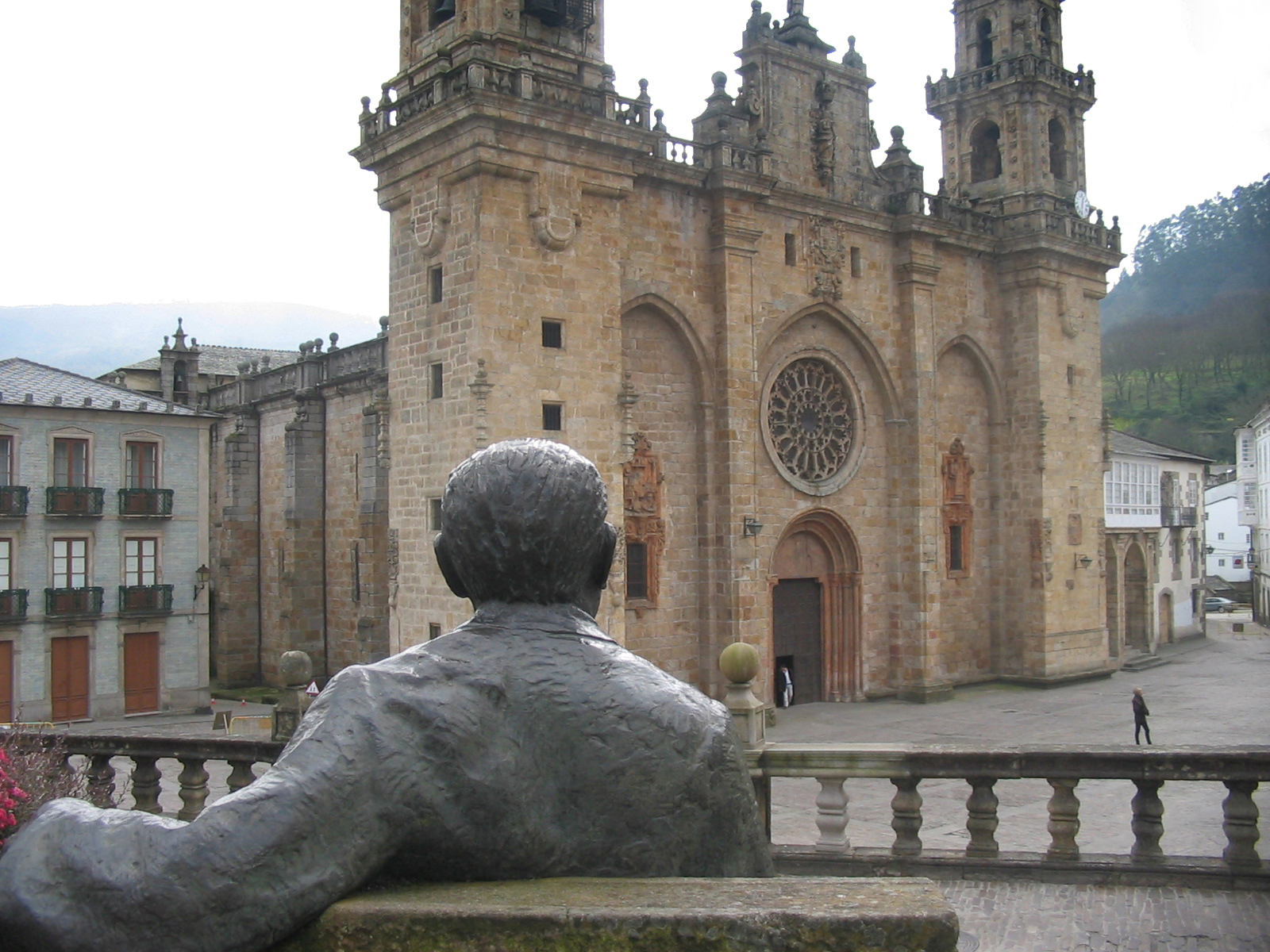
Vista de la Catedral de Mondoñedo, monument nacional des de 1902, contemplada des de l'estàtua en homenatge a l'escriptor Álvaro Cunqueiro

La vall en el qual s'assenta conserva nombroses restes arqueològiques com dòlmens, castros, petroglifs, les quals demostren que ja hi existien assentaments durant el Neolític. Posseïx un dels albergs més cuidats per a fer el Camí del Nord del Camí de Santiago.

## Geografia
- Riu Masma
- Riu Valiñadares

## Personatges Cèlebres
Alguns dels personatges cèlebres nascuts en Mondoñedo, i les restes de les quals reposen així mateix en la ciutat Mindoniense, són l'escriptor Álvaro Cunqueiro, els músics José Pacheco i Pascual Veiga Iglesias, el poeta Manuel Leiras Pulpeiro i el noble i personatge històric Mariscal Pero Pardo de Cela.

## Parròquies
| - Argomoso (San Pedro) - O Carme (Nosa Señora do Carme) - A Couboeira (Santa María Madanela) - Figueiras (San Martiño) - Lindín (Santiago) - Masma (Santo André) - Mondoñedo (Nosa Señora do Carme) - Oirán (Santo Estevo) | - Os Remedios (Nosa Señora dos Remedios) - San Vicente de Trigás (San Vicente) - Santa María Maior (Santa María) - Santiago de Mondoñedo (Santiago) - Sasdónigas (San Lourenzo) - Vilamor (Santa María) - Viloalle (Santa María) |